# Astragalus ochreatus
Astragalus ochreatus är en ärtväxtart som beskrevs av Aleksandr Andrejevitj Bunge. Astragalus ochreatus ingår i släktet vedlar, och familjen ärtväxter. Inga underarter finns listade i Catalogue of Life.